# 愛媛大学ミュージアム
愛媛大学ミュージアム（えひめだいがくみゅーじあむ）は愛媛県松山市にある愛媛大学城北キャンパス構内の大学博物館である。

## 概要
愛媛大学に関する学術をもっと面白くするために2009年11月14日に開館。常設展示案内には5ゾーンにある。愛媛大学や愛媛県に関する歴史、地球に関するもの、生物に関するもの、人間に関するものがある。
2010年5月9日には来館者1万人を突破した。